# Thamnomanes schistogynus
Thamnomanes schistogynus là một loài chim trong họ Thamnophilidae.
Nó sống ở Bolivia, Brazil, và Peru.
Môi trường sống tự nhiên của nó là rừng đất thấp ẩm nhiệt đới hoặc cận nhiệt đới.